# Cynopotamus essequibensis
Cynopotamus essequibensis is een straalvinnige vissensoort uit de familie van de karperzalmen (Characidae). De wetenschappelijke naam van de soort is voor het eerst geldig gepubliceerd in 1912 door Eigenmann.
De soort is een bentopelagische zoetwatervis die een lengte van 16 cm bereikt. Hij komt voor in de rivieren van het Guianaschild van Amapá in Brazilië, Frans Guiana, Suriname en Guyana. Het is een roofvis die een voorkeur heeft voor snelstromende omgevingen met een rotsige bodem. Wat hij precies eet is niet duidelijk hoewel Knöppel in 1972 gemeld heeft dat hij in vis in zijn maaginhoud aantrof.
In Suriname is de vis in 1946 door Geijskes voor het eerst bij Jodensavanne verzameld. Plaatselijk staat hij bekend als kodò, kodjàh of wetibere sreeba.